# Orthemis ambirufa
Orthemis ambirufa – gatunek ważki z rodziny ważkowatych (Libellulidae). Występuje na terenie Ameryki Południowej.